# Quatuor Parent
Le Quatuor Parent est un quatuor à cordes français fondé en 1892 par le violoniste Armand Parent et dissous en 1913.

## Historique
Le Quatuor Parent est un quatuor à cordes français fondé en 1892 par Armand Parent, qui était alors second violon du Quatuor Rémy,,.
Les premiers musiciens du quatuor sont Armand Parent au premier violon, son frère Joseph Parent au second violon, Léon Parent à l'alto et Ronchini au violoncelle.
Leur première séance de concert, le 10 février 1892, est entièrement consacrée à Brahms, une première à Paris.
Pour leur deuxième saison, Grétry est second violon et Louis Bailly à l'alto, et le quatuor donne en janvier 1893 la première exécution en France du Quintette avec clarinette de Brahms. La saison suivante, l'effectif est de nouveau refondu avec l'arrivée d'Henri Saïller au second violon.
En 1893-1894, les séances du quatuor se déroulent à la petite salle Pleyel et Charles Baretti arrive au violoncelle, Joseph Parent retrouvant l'alto. En 1896, Henri Saïller cède la place de second violon à Henri Lammers. Le quatuor, qui collabore désormais avec la Société nationale de musique, devient un champion de la musique française de son temps, jouant et rejouant Franck, d'Indy, Fauré, Chausson et Debussy, en particulier,. En 1897, Frédéric Denayer remplace Joseph Parent à l'alto et contribue à élever encore le niveau de jeu de la formation.
L'ensemble est pendant cinq ans le quatuor attitré de la Société nationale de musique, joue aux Concerts Colonne, au Cercle de l'Union artistique, au cercle Volney, à la Société Mozart, donne l'intégrale des dix-sept quatuors à cordes de Beethoven à la Schola Cantorum et à la Société philharmonique de Madrid, notamment.
En 1900, il est désigné pour jouer lors des séances officielles de musique de chambre de l'Exposition universelle,. La formation s'impose comme l'une des principales à Paris. Le Monde musical du 15 novembre 1901 consacre son portrait au Quatuor Parent. En 1909, il avait donné environ 900 auditions depuis sa fondation.
Le quatuor cesse ses activités en 1913.

## Membres
Les membres de l'ensemble étaient, principalement :
- premier violon : Armand Parent ;
- second violon : Fernand Luquin (1901), Émile Loiseau (1903-1913) ;
- alto : Frédéric Denayer (1897-1901), Maurice Vieux (1904-1906) ;
- violoncelle : Charles Baretti (1897-1903), Louis Fournier (1904-1913).

## Créations
Le Quatuor Parent est le créateur de plusieurs œuvres, d'Ernest Chausson (Quatuor pour piano et cordes, op. 30, avec Auguste Pierret, 1898 ; Quatuor à cordes, op. 35, 1900), Théodore Dubois (Quatuor à cordes no 1, 1909), et Vincent d'Indy (Quatuor à cordes no 2, 1898), notamment.